# 藤原長倫
藤原 長倫（ふじわら の ながとも）は、鎌倉時代の公家。藤原式家、文章博士・藤原光輔の次男。官位は正三位・式部権大輔。

## 経歴
後鳥羽院政期初頭の正治元年（1199年）文章得業生に補せられ、翌正治2年（1200年）丹後掾に任ぜられる。建仁元年（1201年）正月に献策を行うと、3月に式部少丞に任ぜられ、建仁2年（1202年）従五位下・越前権守に叙任される。
承元3年（1209年）従五位上・民部少輔に叙任されると、建保4年（1216年）式部少輔と京官を務め、建保6年（1218年）従四位下に昇叙された。承久元年（1219年）式部省の巡任を止められて治部大輔に遷るが、承久3年（1221年）文章博士となる。同年に発生した承久の乱以降は貞応元年（1222年）従四位上、元仁元年（1224年）正四位下と順調に昇進し、寛喜2年（1230年）式部権大輔に任ぜられた。
寛喜3年（1231年）春宮・秀仁親王の東宮学士を兼ね、貞永元年（1232年）秀仁親王が即位（四条天皇）すると学士の功労により従三位に叙せられ、藤原式家の氏人としては平安時代中期の参議・藤原忠文以来約280年ぶりに公卿の地位に昇った。天福元年（1233年）子息の光兼を大学頭に任じる代わりに式部権大輔を辞すが、延応元年（1239年）正三位に至る。
仁治3年（1242年）7月27日出家。法名・澄阿または証阿。

## 官歴
『公卿補任』による。
- 建久7年（1196年） 5月27日：給穀倉院学問料
- 正治元年（1199年） 2月6日：文章得業生
- 正治2年（1200年） 正月：丹後掾
- 建仁元年（1201年） 正月10日：献策。正月29日：大舎人権助。3月22日：式部少丞
- 建仁2年（1202年） 正月5日：従五位下（式部）。正月13日：越前権守
- 承元3年（1209年） 正月5日：従五位上（策）。10月30日：民部少輔
- 建保3年（1215年） 正月5日：正五位下（策）。正月13日：兼越中権介
- 建保4年（1216年） 正月13日：式部少輔
- 建保5年（1217年） 正月28日：兼出雲権介
- 建保6年（1218年） 正月13日：従四位下（策）
- 承久元年（1219年） 4月28日：治部大輔（止式部巡任之）
- 承久3年（1221年） 4月16日：文章博士。11月：院昇殿
- 貞応元年（1222年） 正月6日：従四位上。正月24日：兼越中介
- 元仁元年（1224年） 正月17日：正四位下
- 嘉禄2年（1226年） 正月23日：兼左京権大夫。4月19日：罷文章博士（以光兼申任宮内少輔）
- 寛喜2年（1230年） 2月8日：式部権大輔（與大輔相伝）
- 寛喜3年（1231年） 10月28日：兼東宮学士（春宮・秀仁親王）
- 貞永元年（1232年） 12月2日：従三位（前坊学士労）、式部権大輔如元
- 天福元年（1233年） 12月22日：辞権大輔（光兼申任大学頭）
- 延応元年（1239年） 日付不詳：正三位
- 仁治3年（1242年） 7月27日：出家

## 系譜
『尊卑分脈』による。
- 父：藤原光輔
- 母：不詳
- 養子女
  - 男子：藤原光兼（1194-1265） - 実は藤原成信の子
  - 男子：藤原基長（?-1290） - 実は藤原保綱の子